# سردین، ادلب
سردین (به عربی: سردین) یک روستا در سوریه است که در ناحیه قورقینا واقع شده‌است. سردین ۵۱۷ نفر جمعیت دارد.